# プリアムス (小惑星)
プリアムス (884 Priamus) は、木星トロヤ群の小惑星。木星より約60度後方のラグランジュ点に存在している。マックス・ヴォルフがハイデルベルクのケーニッヒシュトゥール天文台で発見した。
ホメロスの叙事詩『イリアス』に登場するトロイア最後の王、プリアモスにちなんで名づけられた。